# Zhaomiao, Inre Mongoliet
Zhaomiao (kinesiska: 召庙, 召庙乡) är en socken i Kina. Den ligger i den autonoma regionen Inre Mongoliet, i den norra delen av landet, omkring 400 kilometer väster om regionhuvudstaden Hohhot.
Genomsnittlig årsnederbörd är 227 millimeter. Den regnigaste månaden är juni, med i genomsnitt 59 mm nederbörd, och den torraste är januari, med 1 mm nederbörd.